# Edisons 1990
De Edisons 1990 werden uitgereikt in het programma Fantastico dat in dat tv-seizoen werd gepresenteerd door Robert Long voor de VARA. De uitreiking werd verdeeld over vier afleveringen van het programma, uitgezonden op 30 maart, 5, 12 en 19 april.
Nadat in 1989 de uitreiking niet op tv te zien was geweest, kwam Robert Long - toen winnaar van twee Edisons - zelf met het idee om de uitreiking in 1990 in zijn programma Fantastico te verzorgen.
Een aantal winnaars waren live in het programma te zien, van anderen werden videomontages vertoond.
Uiteindelijk werden in 22 categorieën de prijzen verdeeld. Juryvoorzitter Olaf Klijn erkende in de media dat het aantal categorieën waarschijnlijk te groot was: "[De jury] zegt: er is nou zoveel in dat bepaalde nieuwe genre, daar moet dan een aparte categorie voor komen. Dat gebeurt dan ook elk jaar. Maar toch kunnen we het aantal niet te hoog maken. Dan wordt het helemaal zo'n weggevertje. We zitten nu echt op de grens." Ondanks deze woorden zou het aantal onderscheidingen het jaar daarop stijgen tot een recordaantal van 35.

## Winnaars
Internationaal
- Pop: Neil Young met Freedom
- Vocaal: Chris de Burgh voor Flying Colours
- Singer/Songwriter: Elvis Costello voor Spike
- Pop: Les Negresses Vertes voor Les Negresses Vertes
- Pop (Rock): Lou Reed voor New York
- Pop (R&B/Blues): The Neville Brothers voor Yellow Moon
- Pop (Jazz-Fusion/Disco/Dance): Jungle Brothers voor Done by the Forces of Nature
- Pop (Hardrock/Metal): Aerosmith voor Pump
- Jazz: Sonny Rollins voor Dancing in the Dark
- Musical/Film: Carly Simon voor Working Girl
- Country: The Judds voor River of Time
- Extra: Rob Wasserman voor Extra
- Extra: Rolling Stones voor Singles Collection: The London Years
- Extra: Cliff Richard voor The Definite Collection

Nationaal
- Vocaal: Mathilde Santing voor Breast and Brow
- Pop/Rock: Urban Dance Squad voor Mental Floss for the Globe
- Pop: Tambourine voor Flowers in September
- Levenslied: Havenzangers voor Te land, ter zee en in het café
- Cabaret/Theater/Chanson: Willem Nijholt (met cast) voor Cabaret
- Jazz: Rob van Bavel Trio voor Rob van Bavel Trio
- Instrumental: Han de Vries voor Appassionato
- Extra: Harry Coster voor Swing and Sweet in Nederland

1960 · 1961 · 1962 · 1963 · 1964 · 1965 · 1966 · 1967 · 1968 · 1969 · 1970 · 1971 · 1972 · 1973 · 1974 · 1975 · 1976 · 1977 · 1978 · 1979 · 1980 · 1981 · 1982 · 1983 · 1984 · 1985 · 1986 · 1987 · 1988 · 1989 · 1990 · 1991 · 1992 · 1993 · 1994 · 1995 · 1996 · 1997 · 1998 · 1999 · 2000 · 2001 · 2002 · 2003 · 2004 · 2005 · 2006 · 2007 · 2008 · 2009 · 2010 · 2011 · 2012 · 2013 · 2014 · 2015 · 2016 · 2017 · 2018 · 2019 · 2020 · 2021 · 2022 · 2023 · 2024